# دریک (آریزونا)
دریک (به انگلیسی: Drake) یک منطقهٔ مسکونی در ایالات متحده آمریکا است که در شهرستان یاواپای، آریزونا واقع شده‌است.